# Transmissible spongiforme Enzephalopathie
Transmissible spongiforme Enzephalopathie (TSE) (deutsch: „Übertragbares schwammartiges Hirnleiden“) oder übertragbare spongiforme Enzephalopathie, genannt auch Prionkrankheit, entspricht beim Menschen der übertragbaren Form der Creutzfeldt-Jakob-Krankheit und zählt zu den Proteinfehlfaltungserkrankungen. Dabei liegt eine rasch fortschreitende Hirnerkrankung (Enzephalopathie) vor, bei der es zu einer schwammartigen Veränderung des Gehirngewebes, einem Verlust von Nervenzellen und einer Gliose ohne Entzündungszeichen kommt. Erkrankungen finden sich sowohl bei Menschen als auch bei Tieren. Als Verursacher werden Prionen angenommen (daher auch der Name Prionerkrankung). Die TSE verlaufen immer tödlich, es gibt bisher keine Therapiemöglichkeiten.

## Formen der TSE
- Die älteste bekannte TSE ist Scrapie (Traberkrankheit), eine bei Schafen und Ziegen beobachtete schwammartige Hirnerkrankung. Sie wurde 1732 in England entdeckt.
- Bovine spongiforme Enzephalopathie (BSE): bei Rindern, erstmals Ende 1984 in England nachgewiesen
- Chronic Wasting Disease (CWD): bei Wapitis und anderen nordamerikanischen Hirschen
- Exotic Ungulate Encephalopathy (EUE): bei Nyalas und Großen Kudus (afrikanische Antilopenarten)
- Feline spongiforme Enzephalopathie (FSE): bei Katzen, seit 1990 diagnostiziert
- Transmissible Mink Encephalopathy (TME): bei Nerzen, erstmals 1947 auf einer Nerzfarm in den USA aufgetreten

Außerdem können folgende Tierarten von TSE betroffen sein: Maultiere, Elche, Hirsche, Oryxantilopen, Gämsen, Ratten, Meerschweinchen, Hamster, Mäuse (in Laborversuchen).

## Ätiologie
Auslöser der Erkrankungen sind höchstwahrscheinlich Prionen.

## Pathologie
Im Hirn der Erkrankten fehlen jegliche Zeichen einer Entzündungs- oder Immunantwort. Charakteristische Merkmale sind fadenförmige, proteinhaltige Ablagerungen im Nervengewebe und die schwammartig durchlöcherte Struktur des Gehirns.

## Meldepflicht
Transmissible spongiforme Enzephalopathien sind in Österreich gemäß § 1 Abs. 1 Nummer 1 Epidemiegesetz 1950 bei Verdacht, Erkrankung und Tod anzeigepflichtig. Zur Anzeige verpflichtet sind unter anderen Ärzte und Labore (§ 3 Epidemiegesetz 1950).
In Deutschland ist humane spongiforme Enzephalopathie (außer familiär-hereditärer Formen) gemäß § 6 Infektionsschutzgesetz (IfSG) bei Verdacht, Erkrankung und Tod seitens des Arztes usw. namentlich meldepflichtig. Der Kreis der Meldepflichtigen richtet sich nach § 8 IfSG, was zu melden ist nach § 9 IfSG.

## Gesellschaftliche Bedeutung
In den Jahren 2000 bis 2005 fanden sich Berichte zu TSE auf den Titelseiten der Zeitungen und in den Hauptnachrichten im Fernsehen Deutschlands und anderer Länder. In Europa führte das Bewusstsein um TSE zu einer mittelfristigen Änderung des Rindfleischkonsums und zu (vorübergehendem) erheblichem Preisverfall, in dessen Zuge viele Betriebe ihre Produktion kurzfristig umstellen mussten. Die Legislative vieler Staaten und der Europäischen Union erließ Regeln, welche Tierprodukte „TSE-sicher“ machen sollten (z. B. BSE-Verordnung in Deutschland). Diese erstrecken sich nicht nur auf Fleischprodukte zur Ernährung und als Tierfutter, sondern beispielsweise auch auf Gelatine als Kapselmaterial in Arzneimitteln und sogar Lederriemen zu orthopädischen Zwecken von Medizinprodukten. In Deutschland wurde die Prionenforschung 2001 initiiert und gefördert.
In Südkorea kam es 2008 zu landesweiten Massentumulten im Zusammenhang mit Fleisch-Importerleichterungen aus den USA, welche auch zu politischen Konsequenzen führten.